# Massimiliano Fusani
Massimiliano Fusani (Aosta, 17 luglio 1979) è un ex calciatore italiano, di ruolo centrocampista, team manager del Sassuolo.

## Carriera
Cresciuto nell'Inter, il primo anno da professionista (1999-2000) lo gioca nel Brescello, con cui sfiora la promozione perdendo la finale dei playoff contro il Cittadella. In seguito milita in Serie A con il Perugia dopo due campionati di Serie C1.
Nell'estate del 2001 si trasferisce quindi in Umbria. Esordisce coi biancorossi in Serie A l'8 settembre 2001 nel pareggio 0-0 contro la Lazio. Nella massima serie disputa con la maglia del Grifone 52 partite, realizzando 3 reti, prima di retrocedere in Serie B nel 2003-2004.
Tra i cadetti rimane solo mezza stagione, disputando 14 gare con 2 reti, ed a gennaio del 2005 torna in Serie A nel Chievo Verona, con cui gioca 6 gare.
Al termine della stagione rimane senza contratto ed il 24 agosto viene acquistato dal Modena, con cui firma un contratto annuale, e nel gennaio successivo passa al Bari firmando fino al 2008. Dopo 12 presenze nella seconda metà del campionato 2005-2006, disputa 25 gare nel 2006-2007.
Al termine della sessione estiva del calciomercato dell'estate 2007 viene ceduto in prestito con diritto di riscatto al Sassuolo, in Serie C1 con cui gioca 24 gare contribuendo alla storica promozione degli emiliani in Serie B.
Nell'estate del 2011 non rinnova il suo contratto e conclude così l'avventura col Sassuolo.
Il 18 luglio 2012 va in ritiro pre-campionato, ma solo in prova, al Pisa. Nel settembre 2012 si accasa al Lentigione, club militante in Eccellenza.
Lascia il club a fine stagione; ritiratosi, diventa il nuovo team manager del Sassuolo.

## Palmarès

### Club

#### Competizioni internazionali
- Coppa Intertoto UEFA: 1

Perugia: 2003

#### Competizioni nazionali
- Serie C1: 1

Sassuolo: 2007-2008
- Supercoppa di Lega di Serie C1: 1

Sassuolo: 2008